# Love (filme de 1927)
Love (bra Anna Karenina) é um filme mudo estadunidense de 1927, do gênero comédia romântica, dirigido por Edmund Goulding, com roteiro de Francis Marion baseado no romance Anna Karenina, de Liev Tolstói.